# Кабинет министров СССР
Кабинет министров Союза Советских Социалистических Республик — орган исполнительной власти СССР в 1990—1991 годах (фактически в январе—августе 1991 года), подчинённый Президенту СССР. Преемник Совета министров СССР.

## История
Кабинет министров СССР был образован 26 декабря 1990 года в результате реорганизации Совета министров СССР. В отличие от своего предшественника, Кабинет министров подчинялся напрямую президенту СССР, а не Верховному Совету СССР, причём, в соответствии со статьёй 130 Конституции СССР в редакции от 26 декабря 1990 года, нёс двойную ответственность перед обеими инстанциями. Вместе с тем сохранился ранее применявшийся порядок утверждения структуры правительства и назначения его членов, согласно которому эти действия осуществлялись Верховным Советом по предложению Президента СССР.
На Кабинет министров СССР возлагались полномочия по осуществлению государственного управления по вопросам, отнесенным к ведению Союза ССР, в частности: проведение совместно с республиками единой финансовой, кредитной и денежной политики; составление и исполнение союзного бюджета; управление совместно с республиками единой топливно-энергетической и транспортной системами СССР и другие.
14 января 1991 года главой Кабинета министров СССР — премьер-министром СССР был назначен Валентин Павлов. 22 августа 1991 года в связи с участием премьер-министра СССР В. С. Павлова в деятельности ГКЧП, президент СССР М. С. Горбачёв издал указ об отставке Павлова и внёс его рассмотрение сессии Верховного Совета СССР.
24 августа 1991 года в связи с участием других членов Кабинета министров СССР в деятельности ГКЧП Совет министров РСФСР предложил Президенту СССР М. С. Горбачёву расформировать союзное правительство и объявил, что возлагает на себя руководство министерствами и ведомствами СССР, подведомственными им объединениями, предприятиями и организациями, расположенными на территории РСФСР. Должностным лицам министерств и ведомств СССР было указано руководствоваться в своей деятельности решениями Совета министров РСФСР и указаниями уполномоченных членов Правительства РСФСР. В тот же день М. С. Горбачёв поставил перед Верховным Советом СССР вопрос о доверии Кабинету министров и создал Комитет по оперативному управлению народным хозяйством СССР.
28 августа 1991 года Верховный Совет СССР утвердил отставку Павлова, что влекло за собой отставку и всего Кабинета, а затем утвердил создание не предусмотренного Конституцией СССР Комитета по оперативному управлению народным хозяйством и возложил на него функции правительства СССР впредь до образования нового состава Кабинета министров. Заместители премьер-министра Владимир Щербаков и Виталий Догужиев заявили, что члены Кабинета антиконституционных действий не предпринимали. Вина союзного правительства, по словам Догужиева, в том, что «недооценили политическую ситуацию» и вовремя не дали оценку действий премьера Павлова.
К моменту отставки Кабинета министров его формирование не было закончено: руководители некоторых центральных органов управления прежнего Совета министров СССР продолжали исполнять свои обязанности и не были переназначены в качестве членов Кабинета министров, включая министра авиационной промышленности А. С. Сысцова, министра внешних экономических связей К. Ф. Катушева и председателя Государственного комитета СССР по народному образованию Г. А. Ягодина. Вовсе не назначался председатель Государственного комитета СССР по национальным вопросам.
После отставки Кабинета министров СССР новый состав Кабинета сформирован не был (за исключением силовых министров, которые были утверждены Верховным Советом СССР 29 августа, на следующий день после отставки правительства). Вместо него 5 сентября 1991 года был учреждён Межреспубликанский экономический комитет СССР — орган государственного управления, образуемый на паритетных началах союзными республиками для координации управления народным хозяйством и согласованного проведения экономических реформ и социальной политики, который просуществовал 2 месяца (14 ноября реорганизован в орган Экономического сообщества). Кабинет министров СССР фактически был упразднён, но соответствующие поправки в Конституцию СССР внесены не были. Более того, до принятия декларации о прекращении существования СССР 26 декабря 1991 года продолжали работать трое силовых министров — членов Кабинета министров СССР.

## Полномочия
Компетенция и организация деятельности Кабинета министров были определены Законом СССР от 20 марта 1991 г. «О Кабинете Министров СССР».
В соответствии с Конституцией СССР (в редакции от 26 декабря 1990 года) Кабинет министров СССР был правомочен решать вопросы государственного управления, отнесённые к ведению Союза ССР, поскольку они не входили, согласно Конституции СССР, в компетенцию Съезда народных депутатов СССР, Верховного Совета СССР и Совета Федерации.
Полномочия Кабинета министров СССР
- проведение совместно с республиками единой финансовой, кредитной и денежной политики, основанной на общей валюте; составление и исполнение союзного бюджета; осуществление общесоюзных экономических программ; создание межреспубликанских фондов развития, фондов для ликвидации последствий стихийных бедствий и катастроф;
- управление совместно с республиками единой топливно-энергетической и транспортной системами страны; управление оборонными предприятиями, космическими исследованиями, союзными системами связи и информации, метеорологии, геодезии, картографии, геологии, метрологии и стандартизации; проведение согласованной политики в области охраны природы, экологической безопасности и природопользования;
- осуществление совместно с республиками общесоюзных программ продовольствия, охраны здоровья, социального обеспечения, занятости населения, заботы о материнстве и детстве, культуры и образования, фундаментальных научных исследований и стимулирования научно-технического прогресса;
- принятие мер по обеспечению обороны страны и государственной безопасности;
- реализация внешней политики Союза ССР, регулирование внешнеэкономической деятельности Союза ССР, координацию внешнеполитической и внешнеэкономической деятельности республик, таможенное дело;
- осуществление согласованных с республиками мер по обеспечению законности, прав и свобод граждан, охране собственности и общественного порядка, борьбе с преступностью.

Кабинет министров СССР на основе и во исполнение законов СССР и иных решений Съезда народных депутатов СССР, Верховного Совета СССР, указов Президента СССР мог издавать постановления и распоряжения и проверять их исполнение. Постановления и распоряжения Кабинета министров СССР были обязательны к исполнению на всей территории СССР.

## Структура

### Премьер-министр СССР
Премьер-министр СССР являлся главой советского правительства и по должности возглавлял Президиум Кабинета министров СССР. Кандидатура на пост премьер-министра представлялась Президентом СССР и утверждалась Верховным Советом СССР. Отставка премьер-министра влекла за собой сложение полномочий Кабинетом в полном составе.
Полномочия премьер-министра
- организация работы Кабинета министров СССР и его Президиума, руководство их заседаниями;
- распределение обязанностей между своими заместителями;
- обеспечение коллегиальности в работе Кабинета министров СССР;
- представление СССР в международных отношениях в соответствии с Конституцией СССР и законами СССР;
- принятие решений по вопросам государственного управления, не требующим рассмотрения на заседании Кабинета министров СССР;
- поощрение министров СССР и других должностных лиц подведомственных Кабинету министров СССР органов; наложение на них дисциплинарных взысканий;
- другие полномочия, предусмотренные Конституцией СССР и законами, регулирующими деятельность Правительства СССР.

Премьер-министр и члены Кабинета министров СССР отчитывались о своей деятельности на сессиях Верховного Совета СССР, заседаниях постоянных комиссий палат и комитетов Верховного Совета СССР. Премьер-министр имел право поставить в Верховном Совете СССР вопрос о доверии Кабинету министров СССР.

### Президиум Кабинета министров СССР
Законом СССР «О Кабинете министров СССР» установлено, что для обеспечения повседневного руководства народным хозяйством и решения других вопросов государственного управления действует Президиум Кабинета министров СССР в составе Премьер-министра, его заместителей и Управляющего делами Кабинета министров СССР — министра СССР.

### Аппарат Кабинета министров СССР
Постановлением Кабинета министров СССР от 22 мая 1991 года в соответствии с Законом СССР «О Кабинете министров СССР» и в целях обеспечения эффективной деятельности правительства СССР, подготовки аналитических, информационных и других материалов, соответствующих предложений, проектов постановлений и распоряжений, систематической проверки исполнения решений правительства образован аппарат Кабинета министров СССР и утверждена его структура. Аппарат Кабинета министров СССР возглавлял управляющий делами Кабинета министров СССР — министр СССР.
26 августа 1991 года руководство Аппаратом Кабинета Министров СССР на период работы Комитета по оперативному управлению народным хозяйством СССР было возложено на руководителя Секретариата Председателя Совета Министров РСФСР Аллу Захарову.
В рамках аппарата правительства действовали отделы Кабинета министров СССР — основные подразделения правительства, которые осуществляли подготовку аналитических, информационных и других материалов, выработку предложений, подготовку проектов постановлений и распоряжений, систематическую проверку исполнения решений правительства СССР. Отделы Кабинета министров СССР подчинялись премьер-министру СССР, его заместителям и управляющему делами Кабинета министров СССР.
Структура аппарата Кабинета министров СССР
1. Экономический отдел
2. Отдел социального развития
3. Отдел промышленности
4. Отдел транспорта и связи
5. Оборонный отдел
6. Агропромышленный отдел
7. Отдел научно-технического прогресса
8. Отдел внешнеэкономических связей
9. Отдел территориального развития и капитального строительства
10. Отдел образования, культуры и здравоохранения
11. Юридический отдел
12. Отдел кадров
13. Общий отдел
14. Секретариат Премьер-министра
15. Пресс-служба Премьер-министра
16. Секретариаты заместителей Премьер-министра
17. Аппарат Государственного совета по экономической реформе
18. Аппарат Государственной военно-промышленной комиссии
19. Аппарат Государственной топливно-энергетической комиссии
20. Аппарат Государственной комиссии по чрезвычайным ситуациям
21. Финансово-хозяйственный отдел
22. Правительственный архив
23. Правительственная библиотека[15]

## Центральные органы государственного управления
В состав Кабинета министров СССР входили руководители следующих центральных органов государственного управления (по состоянию на 1 апреля 1991 года):

#### Министерства СССР
Министерствами СССР являлись:
- Министерство авиационной промышленности СССР
- Министерство автомобильного и сельскохозяйственного машиностроения СССР
- Министерство атомной энергетики и промышленности СССР
- Министерство внешних экономических связей СССР
- Министерство внутренних дел СССР
- Министерство геологии СССР
- Министерство гражданской авиации СССР
- Министерство здравоохранения СССР
- Министерство иностранных дел СССР
- Министерство информации и печати СССР
- Министерство культуры СССР
- Министерство материальных ресурсов СССР
- Министерство металлургии СССР
- Министерство морского флота СССР
- Министерство нефтяной и газовой промышленности СССР
- Министерство оборонной промышленности СССР
- Министерство обороны СССР
- Министерство общего машиностроения СССР
- Министерство природопользования и охраны окружающей среды СССР
- Министерство путей сообщения СССР
- Министерство радиопромышленности СССР
- Министерство рыбного хозяйства СССР
- Министерство связи СССР
- Министерство сельского хозяйства и продовольствия СССР
- Министерство специального строительства и монтажных работ СССР
- Министерство судостроительной промышленности СССР
- Министерство торговли СССР
- Министерство тракторного и сельскохозяйственного машиностроения СССР
- Министерство транспортного строительства СССР
- Министерство труда и социальных вопросов СССР
- Министерство угольной промышленности СССР
- Министерство финансов СССР
- Министерство химической и нефтеперерабатывающей промышленности СССР
- Министерство экономики и прогнозирования СССР
- Министерство электронной промышленности СССР
- Министерство электротехнической промышленности и приборостроения СССР
- Министерство энергетики и электрификации СССР
- Министерство юстиции СССР

14 ноября 1991 года Государственный Совет СССР (не предусмотрен Конституцией СССР) принял постановление № ГС-13, согласно которому с 1 декабря 1991 года были упразднены следующие союзные министерства: министерство авиационной промышленности; автомобильного и сельскохозяйственного машиностроения; внешних экономических связей; геологии; здравоохранения; информации и печати; металлургии; нефтяной и газовой промышленности; оборонной промышленности; общего машиностроения; материальных ресурсов; природопользования и охраны окружающей среды; радиопромышленности; рыбного хозяйства; сельского хозяйства и продовольствия; специального строительства и монтажных работ; судостроительной промышленности; торговли; транспортного строительства; труда и социальных вопросов; угольной промышленности; электронной промышленности; электротехнической промышленности и приборостроения; юстиции; химической и нефтеперерабатывающей промышленности. Постановлением № ГС-14 Госсовет реорганизовал Министерство иностранных дел, создав на его базе Министерство внешних сношений СССР. Данные решения не соответствовали Закону СССР от 1 апреля 1991 года № 2073-I «О перечне министерств и других центральных органов государственного управления СССР».
27 ноября 1991 года Госсовет постановлением № ГС-19 упразднил союзное Министерство культуры.
19 декабря 1991 года Президент РСФСР Борис Ельцин подписал постановление российского правительства № 52 о прекращении деятельности МВД СССР на территории республики.
20 января 1992 года указом Президента РСФСР № 28 упразднено Министерство путей сообщения СССР.

#### Другие центральные органы государственного управления СССР
В рамках Кабинета министров СССР действовали государственные комитеты. В этот период деятельности правительства СССР госкомитеты перестали выделяться в особую категорию центральных органов государственного управления СССР, председатели госкомитетов стали именоваться министрами. В это же время в официальных наименованиях вновь созданных и реорганизованных комитетов перестало употребляться слово «государственный». Ранее созданные «государственные комитеты» продолжали именоваться по старому правилу с новыми «комитетами».
Центральными органами государственного управления СССР, которые возглавляют министры СССР, являлись:
- Комитет государственной безопасности СССР,
- Государственный комитет СССР по закупкам продовольственных ресурсов,
- Государственный комитет СССР по лесу,
- Государственный комитет СССР по машиностроению,
- Государственный комитет СССР по народному образованию,
- Государственный комитет СССР по науке и технологиям,
- Государственный комитет СССР по национальным вопросам,
- Государственный комитет СССР по статистике,
- Государственный комитет СССР по строительству и инвестициям,
- Государственный комитет СССР по химии и биотехнологиям.

14 ноября 1991 года Государственный Совет СССР принял постановление № ГС-13, согласно которому с 1 декабря 1991 года были упразднены упомянутые госкомитеты (кроме комитетов по народному образованию и по статистике). 27 ноября 1991 года Госсовет постановлением № ГС-19 переименовал Государственный комитет по народному образованию в Комитет по образованию, а 10 декабря постановлением № ГС-23 его упразднил.

## Состав Кабинета министров
Кабинет министров формировался Президентом СССР — с учётом мнения Совета Федерации СССР и по согласованию с Верховным Советом СССР — и состоял из премьер-министра, его заместителей и министров СССР.
В работе Кабинета министров могли участвовать с правом решающего голоса главы правительств союзных республик.
| Основная статья: Правительство Павлова | Основная статья: Правительство Павлова |
| -------------------------------------- | -------------------------------------- |

| Руководящие органы Кабинета министров СССР | Руководящие органы Кабинета министров СССР                                             |
| Премьер-министр СССР | Заместители премьер-министра СССР                                                      |
| --- | -------------------------------------------------------------------------------------- |
| вакансия | Первый заместитель премьер-министра - вакансия Заместители премьер-министра - вакансия |
| Министры СССР |                                                                                        |
| - Бакатин Вадим Викторович — Председатель Комитета государственной безопасности СССР — Министр СССР (назначен Указом Президента СССР от 23 августа 1991 г. № УП-2448, согласие на назначение дано постановлением Верховного Совета СССР от 29 августа 1991 г. № 2370-I) - Шапошников Евгений Иванович — Министр обороны СССР (назначен Указом Президента СССР от 23 августа 1991 г. № УП-2456, согласие на назначение дано постановлением Верховного Совета СССР от 29 августа 1991 г. № 2370-I) - Баранников Виктор Павлович — Министр внутренних дел СССР (назначен Указом Президента СССР от 23 августа 1991 г. № УП-2457, согласие на назначение дано постановлением Верховного Совета СССР от 29 августа 1991 г. № 2370-I) - Панкин Борис Дмитриевич — назначен Министром иностранных дел СССР Указом Президента СССР от 28 августа 1991 г. № УП-2482 и согласно этому указу данное назначение было внесено на утверждение Верховного Совета СССР, однако, не было утверждено, но несмотря на это, фактически исполнял обязанности министра; освобожден от обязанностей Указом Президента СССР от 19 ноября 1991 г. № УП-2877. - Раевский, Владимир Абрамович — и. о. Министра финансов СССР (назначен 21 августа 1991 года) - Губенко, Николай Николаевич — Указом Президента СССР от 7 сентября 1991 г. № УП-2531 переназначен Министром культуры СССР после отставки прежнего состава Кабинета министров, однако, данное решение не было рассмотрено Верховным Советом СССР. - Шеварднадзе, Эдуард Амвросиевич — Министр внешних сношений СССР (назначен Указом Президента СССР от 19 ноября 1991 г. № УП-2873). В соответствии с постановлением Комитета по оперативному управлению народным хозяйством СССР от 28 августа 1991 г. № 1 руководство министерствами и ведомствами СССР, у которых не были назначены новые руководители после отставки Кабинета Министров, было возложено на первых заместителей министров и первых заместителей руководителей ведомств, ведающих общими вопросами. - Колосов, Валерий Федорович — и. о. Министра труда и социальных вопросов СССР. |                                                                                        |